# Gáty Zoltán
Gáty Zoltán (ismert még: Gáti, Gáthy Gáthi) (Ajka, 1856. március 5. – Pápa, 1928. július 17.) ének- és zenetanár, karnagy, zeneszerző.

## Gyermekévek
Elemi iskolai tanulmányait Ajkán végezte. Már ekkor foglalkozott zenével, valószínű családi hagyományképpen, bár testvérei nem mutattak semmilyen készséget zenei tanulmányok folytatására. Zoltán hegedülni tanult. Erre utal beceneve is, mivel iskolatársai, kik gyakran kutattak zsebeiben tízórainak hozott gyümölcs és sütemény darabkák után elnevezték „Szilva-Gyantárnak”, hiszen mindig bujkált nála néhány szem asztalt szilva csemegének, és gyanta a hegedű vonójának használhatóvá tételére. Az nem derült ki ezidáig, hogy ki tanította elemista korában hegedülni. Nem lehetetlen, hogy az édesapja Gáty Lajos.

### Református Teológiai Akadémia és Gimnázium, Pápa (1866-1874)
Az elemi iskola négy éve után 1866-ban (tízévesen) szinte egyenes út vezetett a Református teológiai akadémia és gimnázium középtanodájába, amely intézménynek nagyapja, Gáthy István geodéta, vízépítő mérnök, közgazdász, a Magyar Tudós Társaság levelező tagja is volt kollégium iskolai felügyelője („oskolai inspectora”), és ahova édesapja (Lajos) is felvételt nyert 1834-ben.
Gáty Zoltán jeles tanuló volt, de szülei mellé fogadták Barthalos Móric papnövendéket instruktorként, hogy legyen egy komolyabb ifjú mellette, aki helyettesíti a szülői szeretetet. Az utolsó két évét a gimnáziumban bölcsészeti szakon folytatta, mert akkor még úgy gondolta, hogy filozófiát fog tanulni a Királyi Magyar Tudomány Egyetemen.

## Budapesti tanulmányok
A 18 éves ifjú 1874-ben felkerülve Budapestre. Bölcsész tanulmányai mellett feltehetően elkezdte a hegedű szakot a Budai Zeneakadémián, de azt katonai szolgálata miatt 1877-79 között megszakította. Katonáskodása után Az 5. és 6. osztályt a Nemzeti Zenedében járta. A papírok szerint kimaradt, de ez az utolsó évben már nem is meglepő, hiszen 1880-ban elkezdte Zeneakadémiai tanulmányait. Elképzelhető, hogy Nikolits Sándor fedezi fel az ifjú tehetséget a Nemzeti Zenedében, aki ekkor a Nemzeti Zenede fuvola tanára, de tanít az országos zeneakadémián is zeneszerzést.
Gáty Zoltán az 1880/81-es tanévtől az 1883/84-es tanévig folyamatosan járt a Zeneakadémia zeneszerzés főtanszakára, Nikolits Sándor növendékeként; sőt az intézményt kiváló eredménnyel végezte el. Gáty Zoltán zeneszerzés főszakosként Nikolits Sándor diákja volt. A zeneszerzés szakon természetesen számos darabot kellett írnia Gáty Zoltánnak. Ilyen volt az 1884. március 16-án a zeneakadémia III. osztályának kórusa által előadott Magyar dalok című kórusmű, ami három népies műdalból állt:
- Álmaimban
- Húzd rá cigány!
- Amott egy agg cserfa zöldel.

Az utolsó évben íródik (1884) zenekari művei közül a legelső, és egyúttal az egyetlen teljes zenekarra kidolgozott mű a Magyar Nyitány. Címlapján – a már említett – Erkel Ferenc saját kezű aláírása is megtalálható, ugyanis a művet átnézte és „elfogadta kis kurtítással”. Az említett művet 1884-ben Budapesten a Vigadóban adta elő a Nemzeti Színház Zenekara Erkel Gyula vezényletével.

## A budapesti zenetanár és hegedűművész
A fiatal zenetanár belevetette magát Magyarország zenei életébe. Diplomája után (1884) egy hónappal már barátjával, iskolatársával Késmárky Árpáddal Nagykanizsán koncertezik. Az ekkor 28 éves Gáty Zoltán a koncertezés mellett biztos főállást is talált magának. A kilencvenes évek millennium körüli kulturális pezsgése és a Zeneakadémia megalapítását követő termékeny művészeti közeg hat új zeneiskola alapítását eredményezte. A zeneiskolák közül négyet volt akadémisták alapítottak. Ő sem maradhatott ki a sorból. Gáty Zoltán 1884-től zenetanárként dolgozott egy zeneiskolában, de 1888-tól a Jótékonycélú Zeneegyesület Zeneiskolájának tanára és igazgatója 1890-ig, ami később, mint „Magyar Zeneiskola vált ismertté. Feltételezhető, hogy az alapításában is részt vállalhatott, hiszen volt tanára Nikolits Sándor alapította azt, aki bizton számíthatott a kiváló tanuló szakmai felkészültségére. Bizonyosan ennek volt köszönhető az is, hogy a tanár diákját tette meg iskolaigazgatónak.

## A pápai tanár
Az 1890-es év nagy fordulatot hozott a Gáty család életében. A nyár folyamán megkeresték a Pápai Tanítóképző Intézetből, hogy a betegeskedő Csekő Gusztáv helyett vállalja el az énektanári állást. Az ügy érdekessége, hogy ugyanezen év augusztus 22-én a pápai tanítóképző intézetét megszüntették. A tanítóképző tanárainak vagy végkielégítéssel felmondtak, vagy más beosztást kaptak az iskolafenntartótól.

### A gimnáziumi ének- és zenetanár
Gáty Zoltánt felvették a Református Kollégium Főgimnáziumába énektanárnak, de mellette megbízták a Teológiai zenekar és énekkar vezetésével is. 1991-ben kapta meg végleges kinevezését.
Gáty Zoltán az első évétől kezdve (1890) az elméleti és gyakorlati énektant tanította az I—VI. osztályokban, oktatta ezen kívül a főisk. nagy énekkart, az ifjúsági zenekart, és a zenei tanfolyam növendékeit, heti 20 órában. Ez a zenei tanfolyam egy teljes, minden hangszerre kiterjedő oktatás volt, lehetőséget adván ily módon a tanulóknak a választott hangszerek elsajátítását. Az 1992/93-as tanév II. félévétől kezdve Gáty Zoltánt feladatai mellett az egyházi ének tanításával is megbízták heti 1 órában mind a négy éven.
Az 1892/93-as tanévben Gáty Zoltán elkezdte az énekkarban is kinevelni az utánpótlást. A gimnázium alsóbb osztályaiból, a második, harmadik és negyedik osztályokból új énekkart alapított. Egy év elteltével a férfikar 40 fővel, a gyermekkar 57 fővel működött.
1909-ig tanított az intézményben, mert ebben az évben fogadta el a Református Nőnevelő Intézet Tanítónő Képzőjében a felajánlott állást.

### Az Állami Polgári Leányiskola énektanára
Zenetanári munkássága mindvégig többrétű volt. 1893-ban fogadta el Nagy Gabriella igazgatónő által felkínált énektanári megbízatást az Állami Polgári Leányiskolánál. Az első évben még csak heti 6 órában, de 1894-től heti 13 órában oktatta a neves tanár a gyermekeket. Az iskolában, mint óraadó tanár működött 1920-ig.

### A Református Nőnevelő Intézet tanára
1899-től a Nőnevelő Intézetben egyházi énekeket (heti 2 órán át) kellett a növendékekkel gyakoroltatnia. Ez az óraszám az évek alatt elkezdett emelkedni. Már az 1902/03 tanévben 8 órára az 1904/05 tanévben pedig már 12 órára emelkedett. Természetesen ebben az óraszámban már a hangszertanítás is benne foglaltatott. A neves zenetanár kollégáival együtt négy év alatt olyan magas szintre emelte a zeneoktatást, hogy „az évvégi díszgyülések összeköttetésben voltak a zenevizsgálatokkal”. A nőnevelő egy magasan kvalifikált sok tapasztalatú tanárt tudhatott magának, aki 1907-re már „tanított éneket a polgári iskola I.—IV. o.-ban; éneket és zenét a képzőben, heti 10 órán.”
A színvonalas munka meghozta gyümölcsét, mert az 1909/10 tanévtől Gáty Zoltán megkapta a rendes tanári kinevezését a Református Nőnevelő Intézet tanítónőképzőjébe.

### A Református Nőnevelő Intézet Tanítónő-képzőjének tanára
Gáty Zoltán Pápára kerülése után majd 20 évvel, 1909-ben végre megkapta azt az állást, ami miatt vállalta a Pápára költözést. Az állással végre megkaphatta erkölcsileg is és anyagilag is a Református egyház elismerését. Gáty Zoltán most már, mint „okl. zenetanár, tanítónőképző-intézeti r. tan.; tanított éneket és zenét a tanítónőképző-intézet I., II., IV. osztályaiban heti 3—3, egyházi éneket a tanítónőképző-int. I., II., IV. osztályában 1 — 1, összesen heti 12 órán.”
A tanítónő képzőn is teljes szívvel oktatta az éneket és természetesen vezette az énekkart. Ekkorra már a református iskolákban Ő vezette mind a nőikart, mind a férfikart. Szinte természetes volt a nagy vegyeskar létrehozása. A vegyeskarban a nő-nevelde lányai és a főgimnázium és teológiai fiai álltak helyt. Gáty Zoltán nyugdíjba vonulásáig, 1926-ig tanított az intézménybe, ahol mindig hálás szívvel emlékeztek meg az idős tanár szeretetéről, szakmai elhivatottságáról.

### Pápai Városi Zeneiskola (1904-1926)
Gáty Zoltán annak ellenére, hogy mind a Nőnevelő, mind a Főgimnázium falai között oktatott zenét „kvázi zeneiskolai formában” felismerte, – talán a Polgári Leányiskolában való tanítása folytán – hogy a szegényebb és nem a református intézményekbe járóknak nincs semmi nemű intézmény ahol zenét tanulhatnának. Budapesti tapasztalatait felhasználva 1903-ban megkezdi kollégáival a szervezést és megindítják az eljárást a minisztérium és a város felé, hogy minél előbb megalakulhasson Pápa első városi zeneiskolája. A memorandumot Köveskuti Jenő, Gáty Zoltán, Sarudy Oltó és Kis József zenetanárok 1903. december 31-én nyújtották át Mészáros Károly polgármesterhez kérve az ügynek hathatós felkarolását, amit a polgármester meleg szavakban szíves készséggel kilátásba helyezett.
Példaértékű az az összefogás, ami létrejött, mert 1904. március 1-én elindulhatott a zeneiskola. A Pápai Zeneiskola első sikeres tanéve után 1904 júliusában Pápa Város Polgármestere felterjesztette az iskola-egyesület alapszabályzatát és szervezetét a belügyminiszternek; a tanulmányrendet és tervet pedig Köveskuti Jenő tanár személyesen vitte fel a kultuszminisztériumba, ahol azt közvetlenül adta át az intézet nyilvánossági joga iránt való kérvénnyel együtt. A budapesti jóváhagyásra több, mint egy évet kellett várni.
A zeneiskola helyzetéhez képest szépen megállta a helyét. Az állandó pénzszűke ellenére is színvonalas képzést biztosítottak a tanulóknak. Mint a zeneiskola, mint Pápának a legvirágzóbb zenei kora az 1910-es évek eleje volt, amit sajnos az első világháború kettétört. A Városi Zeneiskola a háború alatt is működni próbált. Az 1914-es vizsgahangversenyeket még meg tudták tartani, de mind az anyagi helyzet, mind a körülmények azt eredményezték, hogy a zeneiskola lassan elkezdett leépülni. Az 1916-os évből még fellelhetők források, miszerint de már biztosan nem a város által biztosított épületben. Feltételezhető, hogy Gáty Zoltán saját lakásán folyt az oktatás, mivel az olvasható a Pápai Hírlapban, hogy „a zeneiskola a háború kezdete óta helyiség hiányában nem működhetvén, eddigi segélyét sem vette igénybe” A Városi Zeneiskola 1926-ig állt fenn. Gáty Zoltán jegyzeteiben még az utolsó növendékek névsora is megmaradt.

## Gáty Zoltán a hegedűművész és polihisztor
Gáty Zoltán igazi polihisztor volt. Tanított, koncertezett, koncerteket szervezett, tanulmányokat írt, színdarabban szerepelt, sőt verseket költött. Pápán töltött évei alatt sem szűntek meg kapcsolatai volt budapesti kollégáival. Számos Pápán rendezett koncerten tűnnek fel, amivel feledhetetlen élménnyel gazdagítják a pápai hallgatóságot. Ezeknek a koncerteknek szervezésében szinte biztos, hogy Gáty is közreműködött. Személyes kapcsolatai révén a budapesti művészek sora jutott el Pápára.

### Pápai Jókai Kör
Pápa városának egyik legrégebb óta létező és működő művelődési célokért kialakult polgári szervezete a Jókai kör. Az első közgyűlést követően minden év októberétől április végéig havonta legalább két alkalommal gyűltek össze a tagok az úgynevezett „házi estélyekre”-re, ahol általában társalgások (csevegések), felolvasások, szavalatok, ének- és zeneszámok hangzottak el. Az első nagyszabású rendezvényt a kör 1894. január 27-29-én Jókai Mór írói működésének 50 éves jubileuma alkalmából szervezte. A második nap programja Gáty Zoltán egyik fő művének a Magyar nyitánynak a premierjével kezdődött. A kör évkönyveinek tanítása szerint a szakosztályok közötti szelíd és termékeny versengésben az irodalmároknak nem sikerült fölénybe kerülni a zenészekkel szemben egészen az első világháború időszakáig. Ennek fő oka Gáty Zoltán sokrétű zenészi tevékenysége, amelynek keretében zenekarok és énekkarok szólaltatták meg a kor világhírű, nagy magyar szerzőinek nagy műveit egy csokorba szedve. Az összeállításokban mindig ott szerepeltek a szervező saját komponálású alkotásai, átiratai, melyeket gyakran szólóban, vagy gyermekei társaságában adott elő.

### A Jókai Kör Zenekara (1893-1897)
Mikor a Jókai kört megalapították, akkor egy Pápa városi zenekart is szerveztek, melynek a Jókai Kör Zenekar nevet adták. Vezetésére szintén Gáty Zoltánt kérték fel. A zenekar tagjai között a legkülönfélébb korú és foglalkozású muzsikus előfordult, és talán ez az oka, hogy működése nem volt folyamatos, csak alkalomszerű. Ez a zenekar már klasszikus értelemben is szimfonikus zenekar volt, hiszen a vonósok mellett megjelentek a fafúvós és ütős hangszerek is. Egy évnyi szervező munka után a zenekar a Kossuth utca egyik épületében kezdte a próbáit.
A zenekar utolsó újságban is megjelentetett koncertjére 1897. december 11-én került sor a városi színházban. A műkedvelői előadáson a zenekar részleteket játszott Erkel Ferenc: Bánk bán című operájából. A későbbi Jókai Kör által szervezett műkedvelői előadásokon is voltak olyan darabok, amihez zenekarra volt szükség, mint például az 1908-as, ahol a Pillangó kisasszonyt adták elő; de ezekre az előadásokra már csak mindig egy alkalmilag összeállt zenekar játszott, amit szintén Gáty Zoltán vezetett.

### A Pápai Kamarazene Társaság (1890-1908)
Gáty Zoltán 1890-ben alapította az első vonós-négyes társaságot Pápán, mely több személyi változással ugyan, de 1908-ig fennállt. Tagjai voltak az alakulás első évében: Gáty Zoltán (hegedű), Tseppen Alajos (hegedű), Vid Károly (brácsa), Schulz Vendel (cselló). 1904-ben tagjai: Gáty Zoltán, Rácz Dezső, Bódai Zsigmond, Gáty István. A quartett ki szokott bővülni négykezes zongorával, mely esetben: Csoknay Erzsi, Voyta Ilona és Kiss Vilma voltak a legállandóbb résztvevők. 1908-ban az újságok is értesültek a vonós négyes társaságról, amikor is kamarazene társaság néven lépnek a színpadra, melynek tagjai Gáthy Zoltán, Rácz Dezső, Kiss József és Szentgyörgyi Sándor tanárok. A kamarazene társaság az eredeti felállásban nem sokáig tudott fellépni, mert 1910. szeptemberétől Rácz Dezsőt kinevezték a csurgói Református Főgimnázium tanárnak, aki a felajánlott állást elfogadta. Ezen időpont után nem lelhető fel híradás a társaságról. Más néven, vagy más összeállításban folytatták zenei tevékenységüket.

### Klasszikus zenét terjesztő Társaság (1910-1911)
1910-ben a távozó Rácz Dezső helyét foglalta el a társaságban. Ez a társaság hirdette meg „zeneciklus” nevezetű koncert sorozatot, mely híres zeneszerzők műveit mutatta be egy-egy estén. Az előadások a Griffben voltak és vidéki és helyi művészek is kaptak rá meghívást. Az 1910. év végi ciklusban Chopin, Schumann és Mendelssohn műveit mutatták be, az 1911. márciusiban Beethoven és Goldmark művek voltak a műsoron. Természetesen Gáty Zoltán is résztvevője volt az előadásoknak. Szép gesztus volt a társaságtól, hogy a Zeneciklus estélyeinek és a Liszt ünnepélynek tiszta jövedelmét elküldte Budapestre a Liszt-szobor javára. A társaság működéséről 1911. novembere után nem található több dokumentum.

## Túl élete derekán
Első komolyabb betegsége az 1918/19-es tanévben jelentkezik, de nem tud egy év múlva sem munkába állni, így még egy évvel meghosszabbítják betegszabadságát. 1921-re rendeződött annyira egészségi állapota, hogy újra elkezdett tanítani, bár kollégái látták, hogy nem épült fel teljesen. Sajnos már egészségi állapota nem javult, ezért 1926-ban kérte nyugdíjaztatását. A nyugdíjas éveket nem sokáig élvezhette. „Otthonában 1928. július 17-én reggel fél 9 órakor élete 73-ik évében adta vissza nemes lelkét Teremtőjének.”

## Családja
Zoltán apja Gáthy Lajos (1817–1877) volt, apai nagyapja pedig Gáthy István geodéta, vízépítő mérnök, közgazdász, a Magyar Tudós Társaság levelező tagja.
Már pesti tanárkodása alatt megnősült. Feleségül vette Neuhauser János és Páczay Janka szülők katolikus vallású leányát Neuhauser Izabellát. Feleségének édesapja a Batthyányi grófok egyedi birtokrészének az intézője volt. A Neuhauser család Bécsből költözött át hazánkba. A házastársak vallási különbözősége a rokonság kezdeti rosszallásán kívül semmi különösebb családi bajt nem okozott. Az egyházi felsőbbség azonban később többször szemrehányást tett ezért a körülményért Gáty Zoltánnak.
Három gyermekük született Pesten.
- Gáty Zoltán: gyermekként áldozata lett a pesti nagy torokgyík járványnak
- Gáty István: a Pesti Központi Statisztikai Hivatal tisztviselője volt. Jó muzsikus volt, szépen csellózott. Mikor atyja a Pápai Tanítóképző zenetanára volt neki segítve egy évig ének, és zenetanárként az 1911/12-es tanévben a Pápai Kollégium Gimnáziumában és Theológiáján tanított.
- Gáty Izabella: súlyos hátgerincferdülésben szenvedett. Ő Pápán postatisztnő volt.

A Gáty családban a pápai évek során még az alábbi gyermekek születettek, kik közül csak hárman értek meg magasabb életkort:
- Gáty Lenke (Magdolna): kiválóan zongorázott. Számos koncerten játszott édesapjával is. Előbb Harsányi Sándor kecöli tanító, majd Boross Imre nagyácsfalui tanító felesége volt.
- Gáty Károly: 1893-ban, 14 hónapos korában halt meg torokgyíkban
- Gáty Lajos: 1897. „május hó 31-én esti 7 óra-kor, 1 ¼ éves korában csendesen elszenderedett.”
- Gáty Piroska: „az alig másfél éves kis leánykát dacára a szülök gondozásának a halál kiragadta a szülök karjaiból.”
- Gáty Ferenc, aki ötven évig Felsőörsön működött, mint református lelkész, és a falu zenei és szellemi életének meghatározó vezéregyénisége volt.
- Gáty Miklós, ki Pesten nyugdíjas tisztviselőként halt meg. Kiváló muzsikus volt. Élvonalbeli pesti zenekarokban játszott évtizedeken át, mint fuvolista, vagy a nagybőgő kiváló technikájú kezelője.

## Művei
Sajnos nem ismert minden művének a keletkezési dátuma, ezért a dátum utáni * azt jelzi, hogy a dátum nem a keletkezés, hanem az első dokumentált bemutatás időpontja!
Nyomtatásban nem jelentek meg művei. Egyedül Késmárky Árpád Hegedűiskolájában közöltek egy etűdöt, melynek alaptémája egy magyar dal volt. Egykori jegyzetek arra utaltak, hogy már budapesti tanárkodása idején születtek hegedűre írt szerzemények. Műveinek fellelhető darabjait 2013-ban kései utóda, Horváth Adrián a Pápai Református Kollégium Gimnáziumának jelenlegi énektanára digitalizálta és tette ingyenesen elérhezővé az ISMLP Petrucci Music Library oldalán.
Gáty Zoltán műveit három nagy csoportokba sorolhatjuk:

### 1.) Zenekari művei
- 1. MAGYAR NYITÁNY (1884): a zenekari művei közül a legelső, és az egyetlen, amit teljes zenekarra dolgozott ki.
- 2. MAGYAR NYITÁNY (1891*) : vonószenekarra készült (ez a kotta elveszett), mert a kollégiumi zenekarban eleinte nem voltak fúvós hangszerek. a 2. Nyitányt egy pályázattal kapcsolatban Gáty Miklós dolgozta át szimfonikus zenekarra, Gáty István pedig zongora 4-kezesre. A jelenlegi Horváth Adrián 2013-as hangszerelése
- 3. MAGYAR NYITÁNY (1894): Az 1894. január 27-28 között megrendezett Jókai ünnepélyre írta vonószenekarra. Azért, hogy a zenekari hangzást teljesebbé tegye zongora négykezest is illesztett a vonósokhoz, sőt a fúvósok helyettesítésére még harmónium szólamot is írt hozzá. Amikor már fuvolázni tudó növendékei voltak, akkor azok számára is írt 2 fuvolára szerkesztett szólamot. A bevezető rész utáni rövid kadenciát maga a szerző játszotta. Gáty Ferenc hegedű-zongora átiratot készített belőle. A jelenlegi kotta és Horváth Adrián 2013-as hangszerelése
- 4. MAGYAR “ÜNNEPI” NYITÁNY (1900): A kétzongorás változat 1900-ra készült el a pápai állami polgári leányiskola negyedszázados ünnepélyére. A városi színház 25 éves fennállására rendezett „Jubiláris színielőadások”-ra Gáty Zoltán átírta zenekarra, ami 1907. január 12-én hangzott el az ünnepségen. A jelenlegi kotta Horváth Adrián 2013-as hangszerelése
- SZABADSÁG INDULÓ: Az 1. Magyar Nyitány alapján komponált induló. Készült egy „népzenekari” változata is (ez a kotta lelhető fel a kéziratok között). Egykori népszerűségét mutatja, hogy a pápai cigányzenekarok is repertoárjukon tartották, és rendszeresen játszották a vendégek szórakoztatására. A jelenlegi kotta Horváth Adrián 2013-as hangszerelése
- ANDANTE (1918*) vonószenekarra
- GYÁSZ HANGOK (1898): Erzsébet királyné halálakor írta. Ennek vonós 3-as formáját az I. világháború idején a tábori kórházakban a Gáty család tagjai sokszor játszották. Temetéseken a „Gyászinduló (1904*)” mollban írt harmóniái zengtek. A művek kéziratainak egy része idővel elkallódott. Szintén ehhez köthető énekkarra írt „Gyászdalok” c. műve is.
- IZA POLKA (1901*): felesége tiszteletére írt lengyelkéje, amit vonószenekarra is átdolgozott.

### 2.) Énekkari művei
Az énekkari műveknek csak a leggyakrabban használt változatai maradtak meg eredeti Gáty féle „mesterpéldányban”. Tanári munkájának első időszakában a kollégiumi vegyeskar számára alkotott. Az utolsó 16 évben pedig a Református Nőnevelő énekkara számára írt. Ezeket a szerzeményeket főképpen a vallási és a nemzeti buzgóság hozta létre.
- ZSOLTÁR (1915*) nőikarra
- 146. ZSOLTÁR – CANTATE (1912*): vegyeskarra írta de 1913-ban már vonós, zongora és harmónium kísérettel szólal meg
- BUJDOSÓ SZÉKELY DALA (1924*): nőikarra
- DICSŐSÉG A MAGASBAN ISTENÜNKNEK (1924*): nőikarra
- EMLÉKÜNNEP: nőikarra és zongorára
- HÁLAÉNEK: nőikarra, zongorára, és 3 hegedűre az egyházi vezetőség kérésére komponált mű.
- IMA (1922): nőikarra, három hegedűre és zongorára
- IMA A BÉKÉÉRT (1918*): nagyobb lélegzetű kórusmű, amelyet Gáty Miklós Budapesten több református és katolikus templomban orgonán szólaltatott meg. Pápán 1918. január 15-én a Kőszínházban mutatta be tanítványai közreműködésével, a Református Tanítónőképző Intézet énekkarát vezényelve e darabját.
- MIATYÁNK: a Református Leányegylet ünnepi estélyén volt a premier, ahol a zongora mellől dirigálta a hegedűvel, harmóniummal és zongorával kísért énekkari művet
- MI ZENGI TÚL A BÉRCEKET (1907*): férfikarra
- NEMZETI HYMNUSZ (1898*): Beliczay Gyula szerzeményének megzenésítése férfikarra
- RÉGI DAL (1925*): Jókai Mór: Régi dal, régi dal… című szerzeményének megzenésítése nőikarra
- TAVASZI DAL (1908*): nőikarra

### 3.) Kis szerzemények, népies- és egyéb műdalok
Hegedűre írt művei részben zenekari feldolgozásra vártak, részben pedagógiai célzatúak voltak. A pedagógiai célzatú kis szerzemények Gáty Zoltán életének utolsó időszakában készültek 1924 és 1926 között.

#### Kis szerzemények
- Andante Religioso hegedűre és orgonára
- Emlékezés Corellire (1924*) hegedűre és zongorára
- Hegedű kettős, magyar stílben (1909*)
- Hősök emlékére 3 hegedűre és zongorára
- Ifjúság induló
- Kétszólamú Choral (1924*) hegedűre és zongorára
- Képezdészek indulója
- Magyar népdal változatokkal két hegedű és zongora 4 kézre (1895*)
- Menuette (1924*) hegedűre és zongorára
- Nocturne No. 2 (1925) hegedűre és zongorára
- Praepa induló (1924) zongorára
- Scherzo (1924*) hegedűre és zongorára
- Sonata especiel. II. (1924*)
- Sonata magyar stylben. két hegedűre
- Szerenád hegedűre, csellóra és zongorára
- Egyéb hegedű gyakorlatok

#### Népies- és egyéb műdalok
- A költő (1917*): Tompa Mihály költeményének megzenésítése
- A Tátos álma (1901*): Halmos Zoltán költeményének megzenésítése.
- Álmaimban gyakran (1884*): Petőfi Sándor megzenésített verse
- Amott egy agg cserfa zöldel (1884*)
- Csingervölgyi emlék (1904*)
- Csonka honvéd (1903*): Arany János költeményének megzenésítése
- Hírt sem hallok (1906*): Szász Károly püspök és költő megzenésített verse
- Húzd rá cigány! (1884*)
- Itt a tavasz (1908*)

## Gáty Alapítvány
Az utódok a Gáty család jeles tagjainak emlékére létrehoztak egy alapítványt a Pápai Református Kollégium Gimnáziuma ének-zenei oktatásának és életének támogatására. Az alapítvány a Kuratórium döntése szerint zenei téren kiemelkedő teljesítményt nyújtó diákot, illetve az ének-zenei oktatásban jelentős eredményt elérő pedagógust jutalmazza legalább kétévenként.